# Kyle Walker-Peters
Kyle Walker-Peters (* 13. April 1997 in London) ist ein englischer Fußballspieler, der für West Ham United in der Premier League spielt. Der Abwehrspieler wird vorrangig als rechter Verteidiger eingesetzt und ist seit 2022 englischer Fußballnationalspieler.

## Karriere

### Verein
Walker-Peters durchlief die vereinseigene Jugendakademie von Tottenham Hotspur, bevor er am 8. Januar 2017 für das Drittrundenspiel des FA Cups gegen Aston Villa erstmals für den Profikader berufen wurde, jedoch nicht zum Einsatz kam. Sein erstes Premier-League-Spiel absolvierte er am 13. August 2017 beim 2:0-Auswärtssieg gegen Newcastle United. In drei Spielzeiten für Tottenham wurde er in zwölf Ligaspielen eingesetzt und blieb dabei ohne Torerfolg.
Ende Januar 2020 wechselte Walker-Peters auf Leihbasis zum FC Southampton. Für sein neues Team bestritt er zehn Ligapartien in der Premier League 2019/20 und beendete die Saison mit seiner Mannschaft als Tabellenelfter. Im August 2020 verpflichtete der FC Southampton den 23-Jährigen auf fester Vertragsbasis mit einer fünfjährigen Laufzeit. In seiner ersten vollen Spielzeit in Southampton kam Walker-Peters in 30 Ligaspielen zum Einsatz. In der Premier League 2021/22 steigerte er sich auf 32 Einsätze und erzielte am 22. Januar 2022 bei einem 1:1-Unentschieden gegen Manchester City den ersten Premier-League-Treffer seiner Karriere.
Am 20. Juli 2025 verkündete West Ham United die Verpflichtung von Walker-Peters für drei Jahre bis 2028.

### Nationalmannschaft
Kyle Walker-Peters wurde in diversen Junioren-Nationalmannschaften für England eingesetzt. Als Höhepunkt sollte sich die U-20-Fußball-Weltmeisterschaft 2017 in Südkorea herausstellen. England zog nach sieben Punkten aus drei Spielen als Gruppensieger der Gruppe A in das Achtelfinale des Turniers ein. Nach Erfolgen über Costa Rica (2:1), Mexiko (1:0) und Italien (3:1) erreichte die englische U-20 das Finale gegen Venezuela. Durch ein Tor von Dominic Calvert-Lewin gewann die englische Mannschaft mit dem in der Startelf stehenden Kyle Walker-Peters mit 1:0 und sicherte sich damit den WM-Titel.
Am 26. März 2022 debütierte der in der Startelf stehende 24-Jährige in der englischen Nationalmannschaft bei einem 2:1-Heimsieg gegen die Schweiz. Drei Tage später bestritt er bei einem 3:0 über die Elfenbeinküste sein zweites Länderspiel für England.